# Lista de operadores do Boeing 757
A seguinte lista é dos operadores comerciais atuais e anteriores do Boeing 757 e todas suas variantes.

## Operadores de linha aérea atuais
Em 31 de julho de 2017 havia 689 Boeing 757 em serviço, sendo 634 757-200 e 55 757-300, como listado na tabela a seguir.
| Companhia Aérea             | 757-200 | 757-200M | 757-200F | 757-300 | Total |
| --------------------------- | ------- | -------- | -------- | ------- | ----- |
| Aer Lingus                  | 4       | —        | —        | —       | 4     |
| Air Astana                  | 5       | —        | —        | —       | 5     |
| Air China Cargo             | —       | —        | 4        | —       | 4     |
| Air Transport International | —       | 4        | 4        | —       | 8     |
| Allegiant Air               | 4       | —        | —        | —       | 4     |
| American Airlines           | 52      | —        | —        | —       | 52    |
| Arkia Israel Airlines       | —       | —        | —        | 2       | 2     |
| Asia Pacific Airlines       | —       | —        | 2        | —       | 2     |
| ASL Airlines Belgium        | —       | 1        | 2        | —       | 3     |
| Azerbaijan Airlines         | 2       | —        | —        | —       | 2     |
| Azur Air                    | 8       | —        | —        | —       | 8     |
| Blue Dart Aviation          | —       | —        | 6        | —       | 6     |
| Cabo Verde Airlines         | 1       | —        | —        | —       | 1     |
| Cargojet Airways            | —       | —        | 6        | —       | 6     |
| China Postal Airlines       | —       | —        | 4        | —       | 4     |
| China Southern Airlines     | 8       | —        | —        | —       | 8     |
| Condor Flugdienst           | —       | —        | —        | 9       | 9     |
| Cygnus Air                  | —       | —        | 2        | —       | 2     |
| Delta Air Lines             | 112     | —        | —        | 16      | 128   |
| DHL Aero Expreso            | —       | —        | 4        | —       | 4     |
| DHL Air                     | —       | —        | 24       | —       | 24    |
| DHL International EEMEA     | —       | —        | 1        | —       | 1     |
| Ethiopian Airlines          | —       | —        | 2        | —       | 2     |
| European Air Transport      | —       | —        | 9        | —       | 9     |
| FedEx                       | —       | —        | 110      | —       | 110   |
| Fly Jamaica                 | 1       | —        | —        | —       | 1     |
| I-Fly                       | 2       | —        | —        | —       | 2     |
| Icelandair                  | 25      | —        | 2        | 1       | 28    |
| Jet2                        | 11      | —        | —        | —       | 11    |
| La Compagnie                | 2       | —        | —        | —       | 2     |
| Morningstar Air Express     | —       | —        | 6        | —       | 6     |
| National Airlines           | 2       | —        | —        | —       | 2     |
| Nepal Airlines              | —       | 1        | —        | —       | 1     |
| OpenSkies                   | 3       | —        | —        | —       | 3     |
| Privilege Style             | 2       | —        | —        | —       | 2     |
| Raya Airways                | —       | —        | 1        | —       | 1     |
| Royal Flight                | 6       | —        | —        | —       | 6     |
| Santa Bárbara Airlines      | 2       | —        | —        | —       | 2     |
| SCAT Airlines               | 2       | —        | —        | —       | 2     |
| SF Airlines                 | —       | —        | 17       | —       | 17    |
| Sunday Airlines             | 2       | —        | —        | —       | 2     |
| Taban Air                   | 1       | —        | —        | —       | 1     |
| Tajikistan Airlines         | 1       | —        | —        | —       | 1     |
| Tasman Cargo Airlines       | —       | —        | 1        | —       | 1     |
| Thomas Cook Airlines        | —       | —        | —        | 6       | 6     |
| Thomson Airways             | 14      | —        | —        | —       | 14    |
| Titan Airways               | 2       | —        | —        | —       | 2     |
| Turkmenistan Airlines       | 2       | —        | —        | —       | 2     |
| United Airlines             | 56      | —        | —        | 21      | 77    |
| UPS Airlines                | —       | —        | 75       | —       | 75    |
| Uzbekistan Airways          | 4       | —        | —        | —       | 4     |
| VIM Airlines                | 5       | —        | —        | —       | 5     |
| Xiamen Airlines             | 4       | —        | —        | —       | 4     |
| Yakutia Airlines            | —       | —        | 1        | —       | 1     |
| Total                       | 345     | 6        | 283      | 55      | 689   |

Dados de 31 de Julho de 2017.

## Ex-operadores
- Abakan-Avia
- AeroContinente
- Aerogal
- Aeroméxico
- Aeroperú
- Aerosur
- AirBaltic
- Air Bashkortostan
- Air Berlin (até 2009)
- Air Canada Jazz
- Air Finland
- Air Greenland (até 2010)
- Air Niugini
- Air Italy
- Blue Panorama (2 757 até Setembro de 2012)
- Air Poland (sob leasing da proprietária Air Italy)
- Air Santo Domingo
- America West Airlines *fundiu-se com a US Airways
- Angkor Airways
- Astraeus
- ATA Airlines (America Trans Air) *encerrou operações em 2008
- AtlasGlobal
- Aurela
- Avianca (até 2010)
- Avianca Brasil (como OceanAir até 2009)
- Berkut Air
- Belair(até 2009)
- British Airways (até 2010)
- Capital Cargo International Airlines
- Cebu Pacific
- China Cargo Airlines
- Continental Airlines *fundiu-se com a United Airlines em 2012
- Eastern Airlines *encerrou operações em 1991
- El Al
- EuroAtlantic Airways
- Excel Airways
- Eastern Air Lines
- Finnair - (1997-2014)
- First Choice Airways fundiu-se com a Thomsonfly, atual Thomson Airways
- Fischer Air Polska
- Freedom Air (New Zealand) * Antigo operador, apenas uma aeronave.
- FlyLAL Charters
- Ghana International Airlines
- Harmony Airways
- Hola Airlines
- Iberia
- Ikar Airlines
- Inter European Airways
- Israir
- Ladeco fundiu-se com a LAN Chile
- Lan Chile
- LAPA
- Loftleidir Icelandic
- Mexicana
- Mint Airways
- Monarch Airlines
- MyTravel Airways fundiu-se com a Thomas Cook Airlines
- National Airlines (N7) - 19
- Nordwind Airlines
- North American Airlines
- Northwest Airlines fundiu-se com a Delta Air lines
- Orient Thai Airlines
- Pace Airlines
- Pluna (até 2008)
- Royal Air Maroc
- Royal Brunei Airlines
- Ryan International Airlines
- Shanghai Airlines
- Singapore Airlines (4× Boeing 757-212(9V-SGK/9V-SGL/9V-SGM/9V-SGN) 12 de Novembro de 1984 - 12 de Junho de 1990)
- Sun d'Or
- Transavia.com
- Transmile Air Services
- Trans World Airlines fundiu-se com a American Airlines
- United Nations
- US Airways
- UTair
- Varig
- VarigLog
- Vensecar Internacional
- Volaris
- Zoom Airlines